# Aston Martin DB5
Der 1963 vorgestellte Sportwagen Aston Martin DB5 des britischen Herstellers Aston Martin war eine überarbeitete Version des Vorgängertyps DB4. Der DB5 wurde als Sportwagen in einer typischen 2+2-Sitzkonfiguration gebaut (Zweisitzer mit zwei zusätzlichen Notsitzen). Das Kürzel DB steht für David Brown, den langjährigen Eigentümer von Aston Martin.
Der DB5 unterscheidet sich vom DB4 durch den von 3,8 auf 4 Liter Hubraum vergrößerten Motor und das ZF-Fünfganggetriebe. Der Basismotor leistete im DB5 mit drei SU-Gleichdruckvergasern 210 kW (286 PS). Das Fahrwerk mit der starren Hinterachse blieb im Wesentlichen gleich. Die Karosserie bestand wieder aus Aluminium.
Besondere Aufmerksamkeit erfuhr der DB5 durch seine zahlreichen Auftritte in James-Bond-Filmen. Das Modell ist das wohl bekannteste Bondauto und wurde Mitte der 1960er Jahre durch die Filme Goldfinger und Feuerball populär. Nach einer Pause von dreißig Jahren wird der Aston Martin als ikonographisches Element dieser Filmreihe seit 1995 wieder regelmäßig in den Bond-Filmen eingesetzt.
In der zweijährigen Bauzeit in den 1960er Jahren wurden nach einigen Quellen von der ganzen Baureihe 1021 Fahrzeuge hergestellt; genannt werden aber auch 1063 DB5.

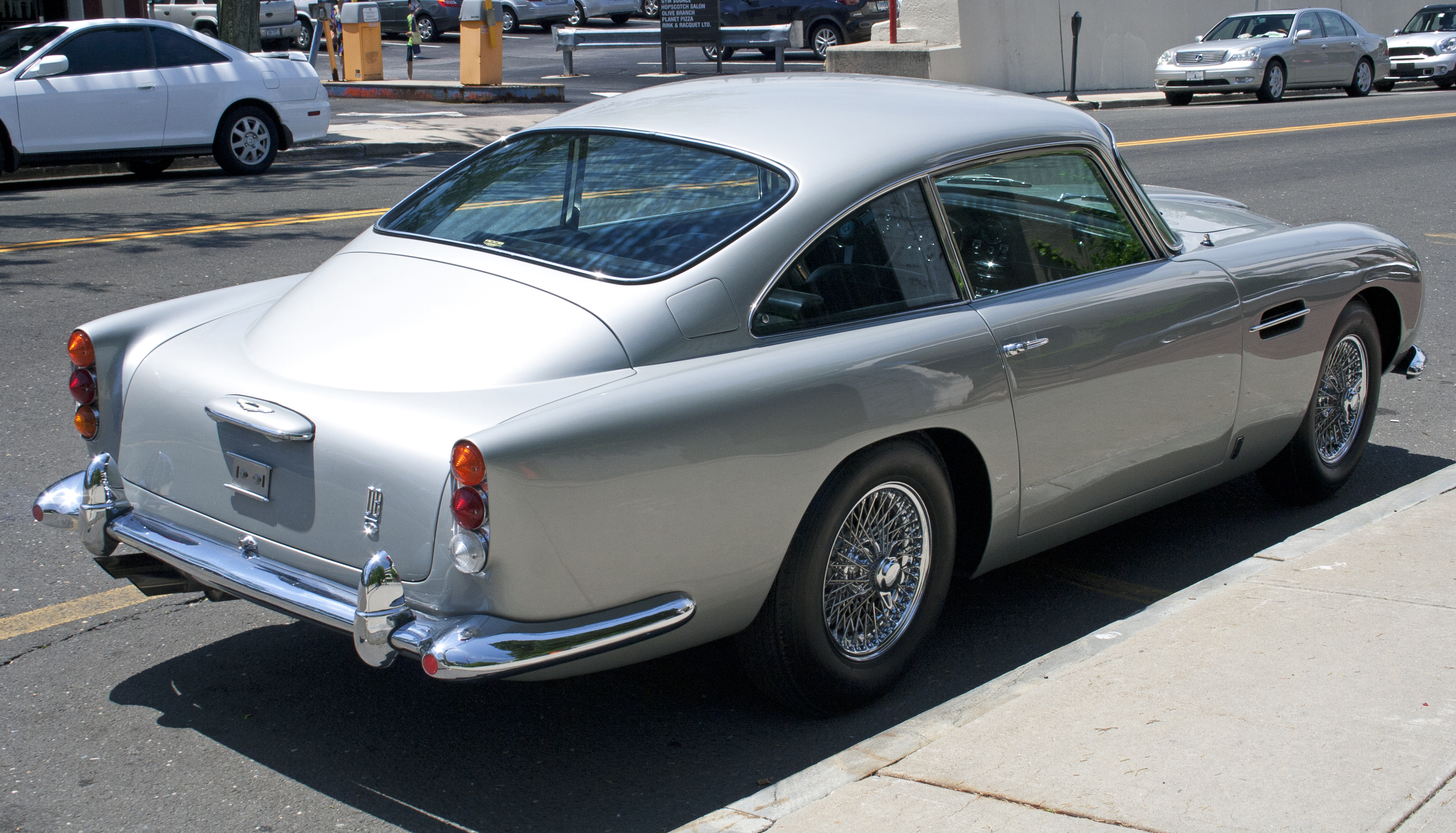
Aston Martin DB5 Heckansicht
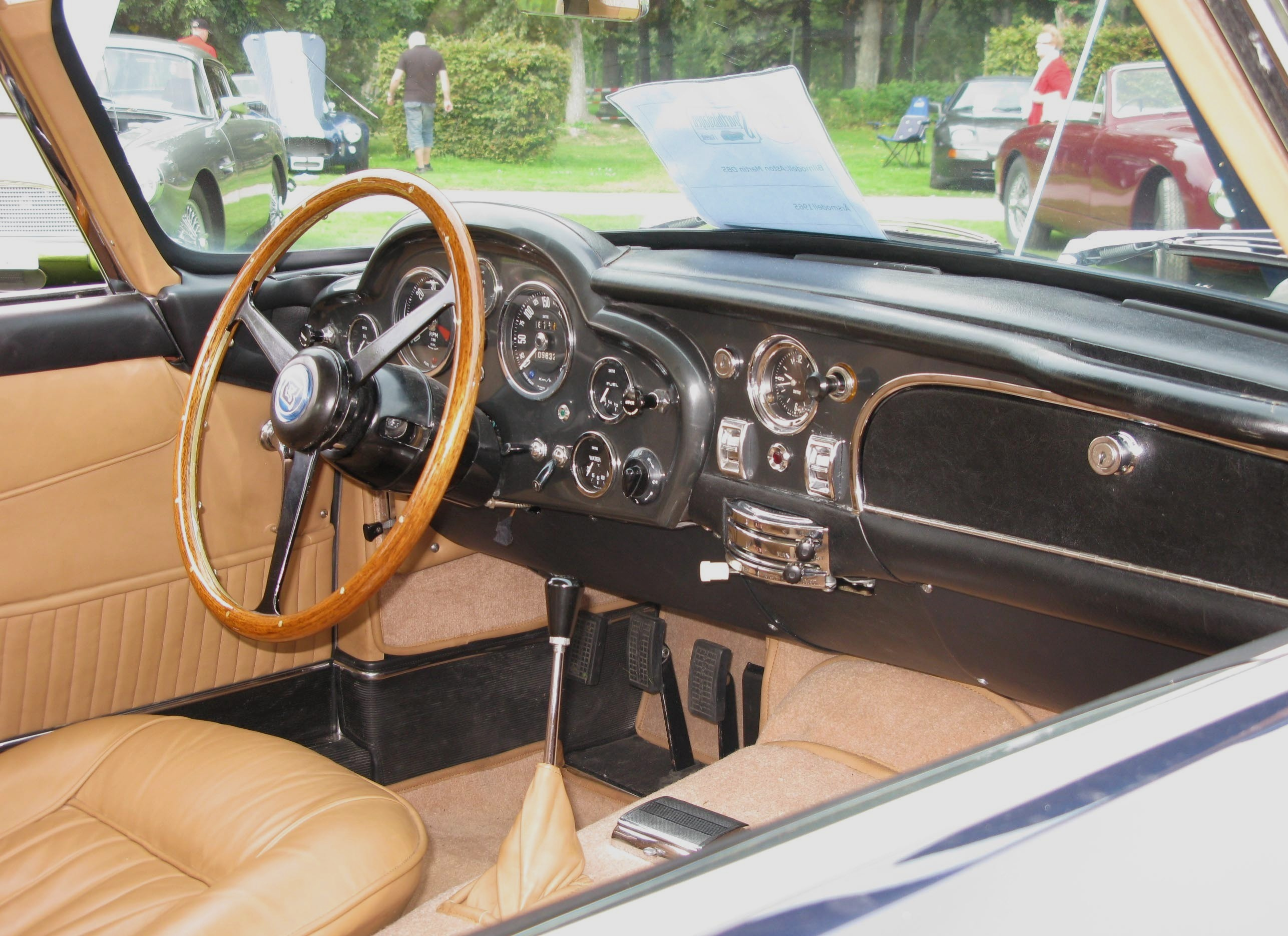
DB5 Armaturentafel

## Technische Daten
|                                     | Aston Martin DB5                                                         |
| ----------------------------------- | ------------------------------------------------------------------------ |
| Bauzeit                             | 1963–1965                                                                |
| Motorart                            | Ottomotor                                                                |
| Motorarbeitsverfahren               | Viertakt                                                                 |
| Motorbauart                         | Sechszylinder-Reihenmotor mit obenliegenden Nockenwellen                 |
| Hubraum                             | 3995 cm³                                                                 |
| Bohrung × Hub                       | 96 mm × 92 mm                                                            |
| Gemischaufbereitung                 | drei SU-Gleichdruckvergaser                                              |
| Nennleistung bei min−1              | 210 kW (286 DIN-PS) bei 5500                                             |
| max. Drehmoment bei min−1           | 390 Nm bei 3850                                                          |
| Getriebe, serienmäßig               | ZF-Fünfganggetriebe                                                      |
| Getriebe, optional                  | Borg-Warner 3-Gang-Automatik                                             |
| Antriebsart                         | Hinterradantrieb                                                         |
| Bremsanlage                         | Scheibenbremsen vorn und hinten                                          |
| Abmessungen (L×B×H) in mm           | 4572 × 1676 × 1346                                                       |
| Spurweite in mm                     | vorn 1372 / hinten 1359                                                  |
| Radstand in mm                      | 2489                                                                     |
| Leergewicht in kg                   | 1468–1502                                                                |
| Höchstgeschwindigkeit               | 142 mph (229 km/h)                                                       |
| Beschleunigung 0–60 mph (0–97 km/h) | 7,1 Sekunden                                                             |

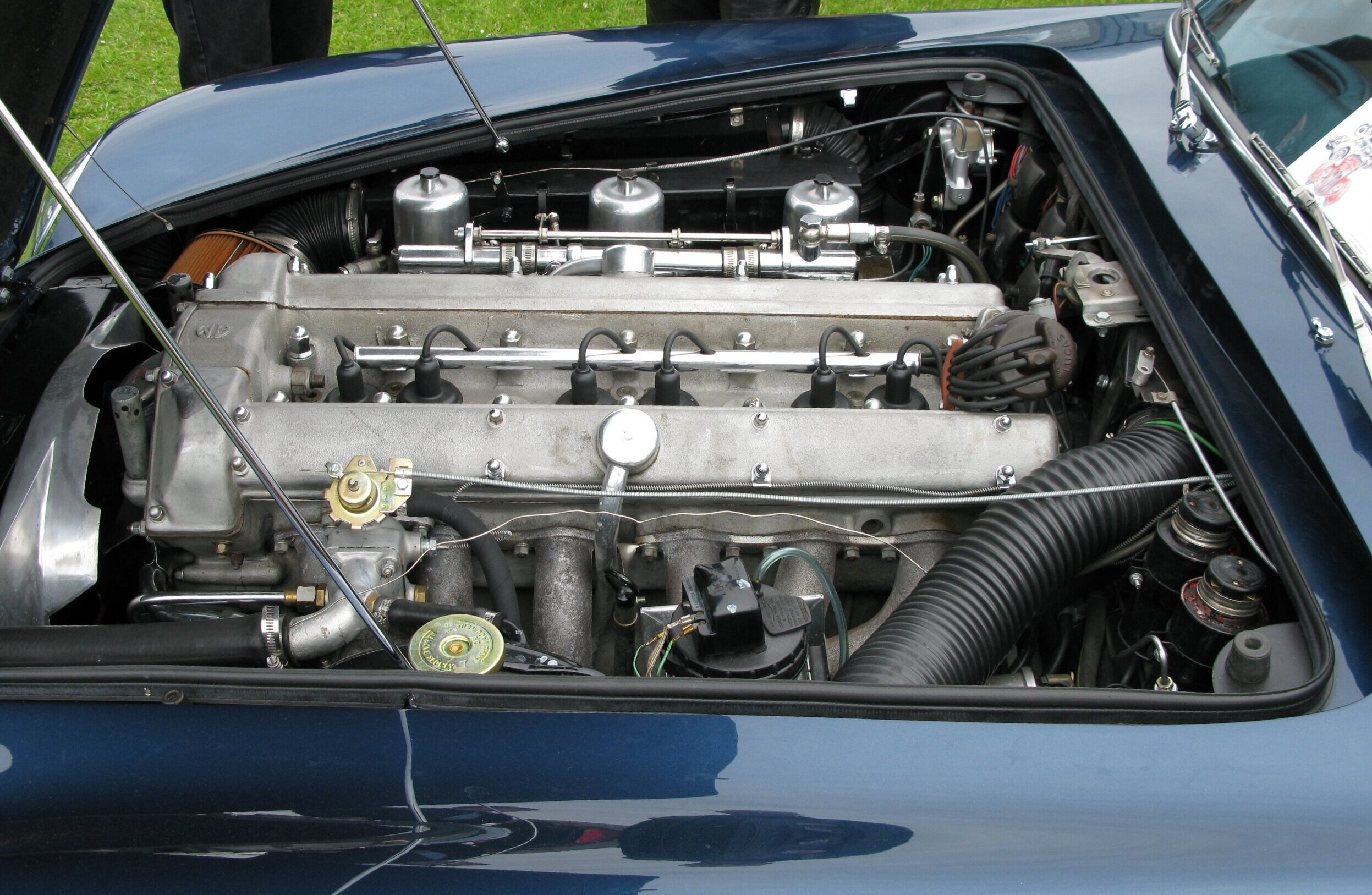
Sechszylindermotor des Aston Martin DB5

| Listenpreis 1963                    | £ 4.175 (Pfund Sterling – entspricht heute inflationsbereinigt £ 93.000) |

## Modellvarianten
Außer dem DB5 Saloon lieferte Aston Martin auch weitere Versionen des Fahrzeugs aus.

### DB5 Vantage
Die bei Aston Martin traditionell Vantage genannte leistungsstärkste Version DB5 Vantage hatte drei Weber-Vergaser und eine Leistung von 234 kW (318 PS). Insgesamt wurden nur 65 DB5 Vantage Coupés gebaut.

### DB5 Convertible
In der zweijährigen Bauzeit wurden nur 123 Convertibles (Cabriolets) produziert. Sie trugen jedoch nie den traditionellen Zusatz Volante. Nur 19 Stück waren linksgelenkt.

### DB5 Shooting Brake
Der langjährige Aston-Martin-Eigentümer David Brown gab 1963 den DB5 Shooting Brake für seine persönlichen Bedürfnisse als Jäger in Auftrag; der freie Karosseriebauer Harold Radford Coachbuilders baute zwölf Exemplare davon. Der Wagen hatte im beladenen Zustand ein kritisches Fahrverhalten; Ursache war die unverändert übernommene starre Hinterachse des DB5.
Am 15. August 2019 wurde ein DB5 Shooting Brake bei der Monterey Car Week für 1,765 Millionen US-Dollar versteigert. Er gilt als der teuerste je versteigerte Shooting Brake.

## James Bonds DB5

### Geschichte

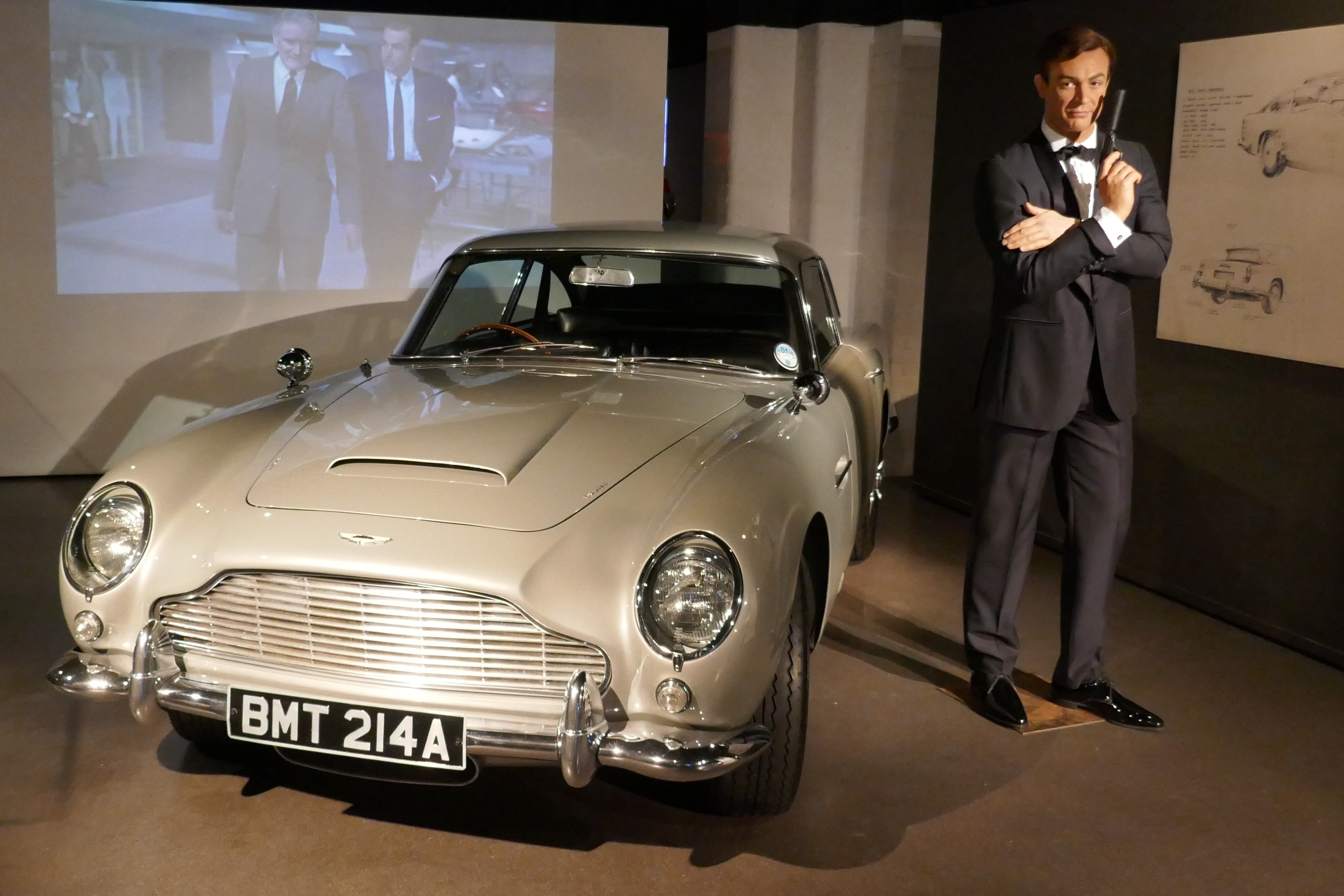
Aston Martin DB5 von James Bond in Goldfinger

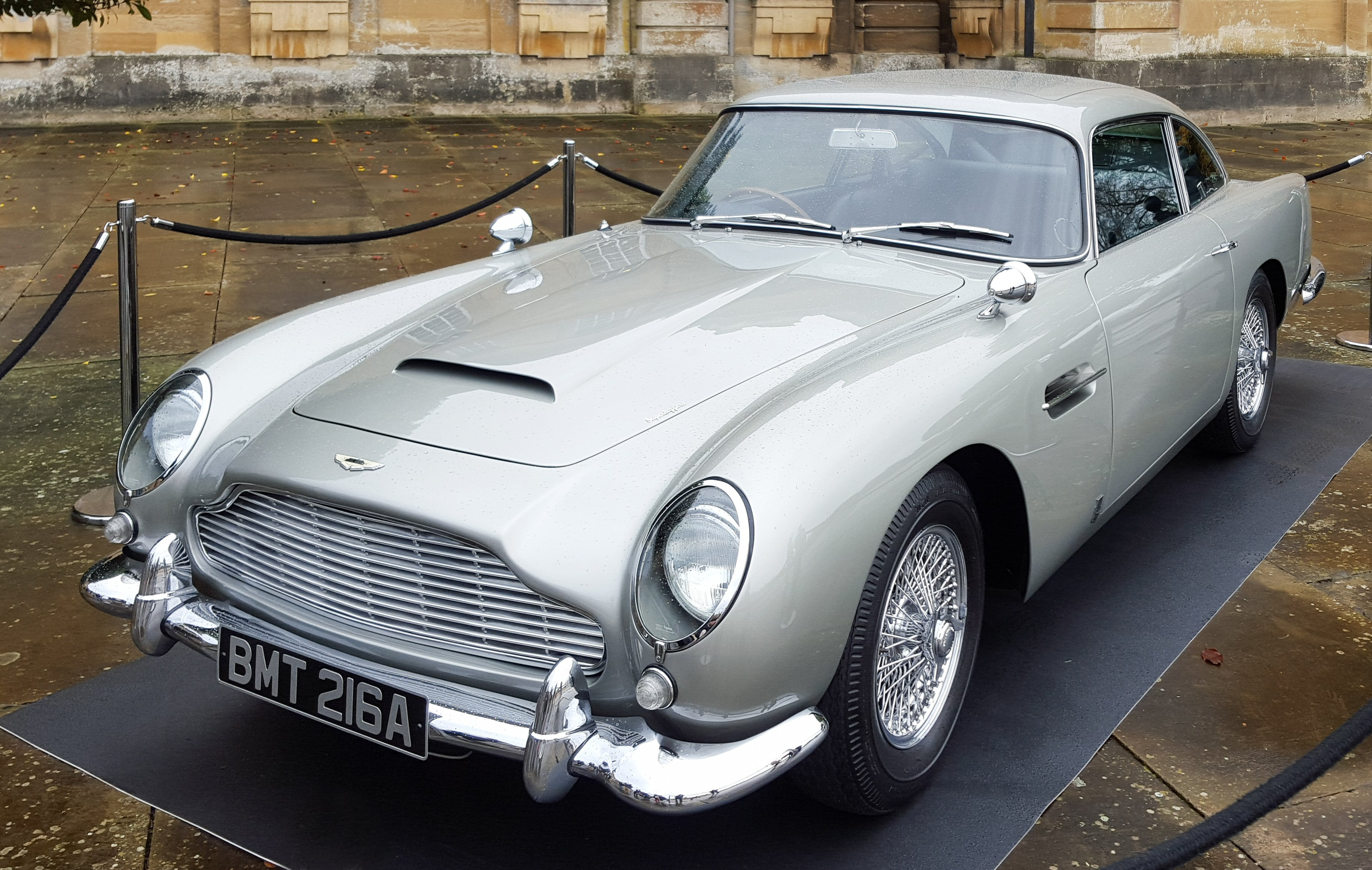
Aston Martin DB5 von James Bond in Skyfall

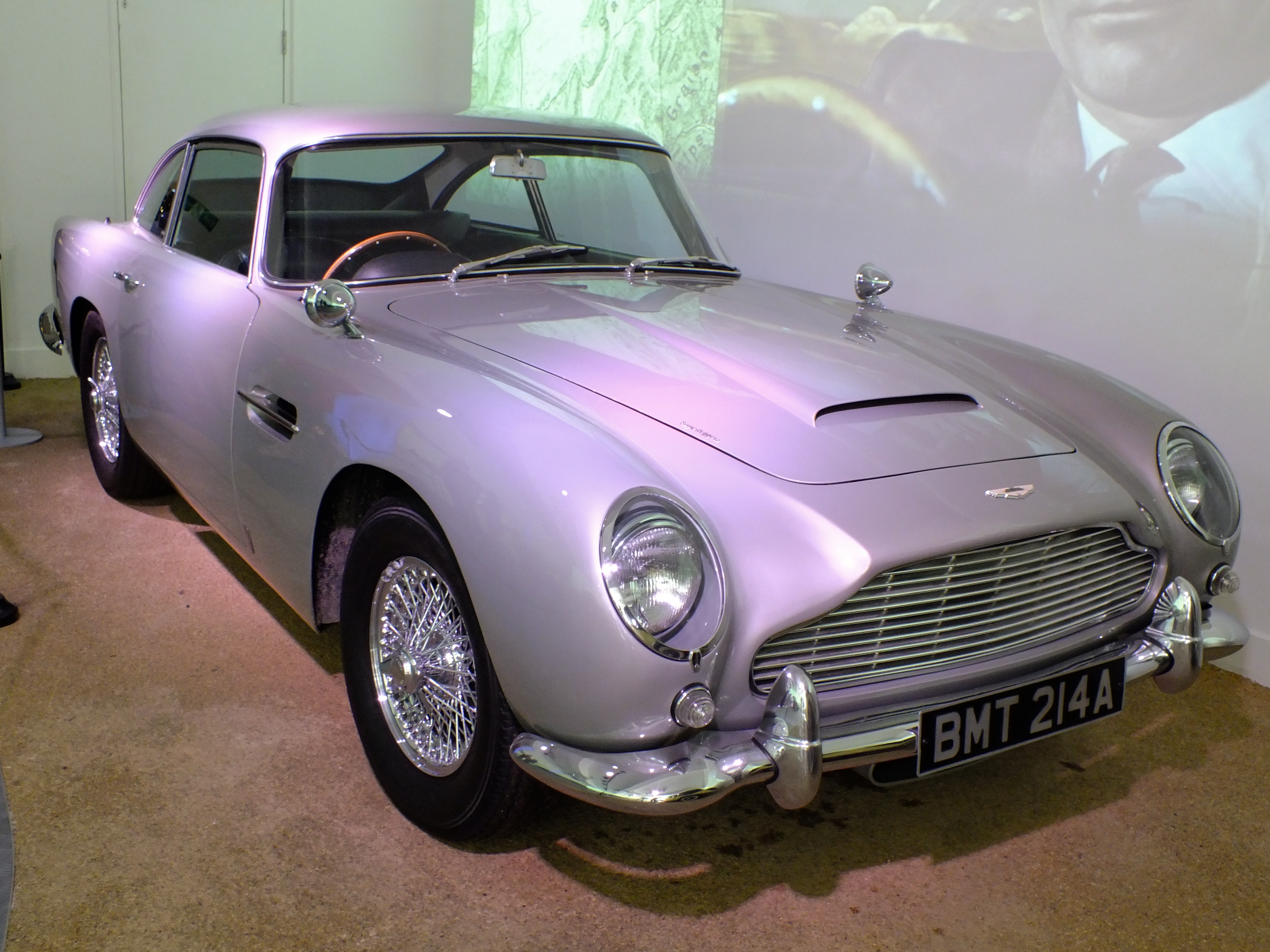
Aston Martin DB5 von James Bond im National Motor Museum in Beaulieu

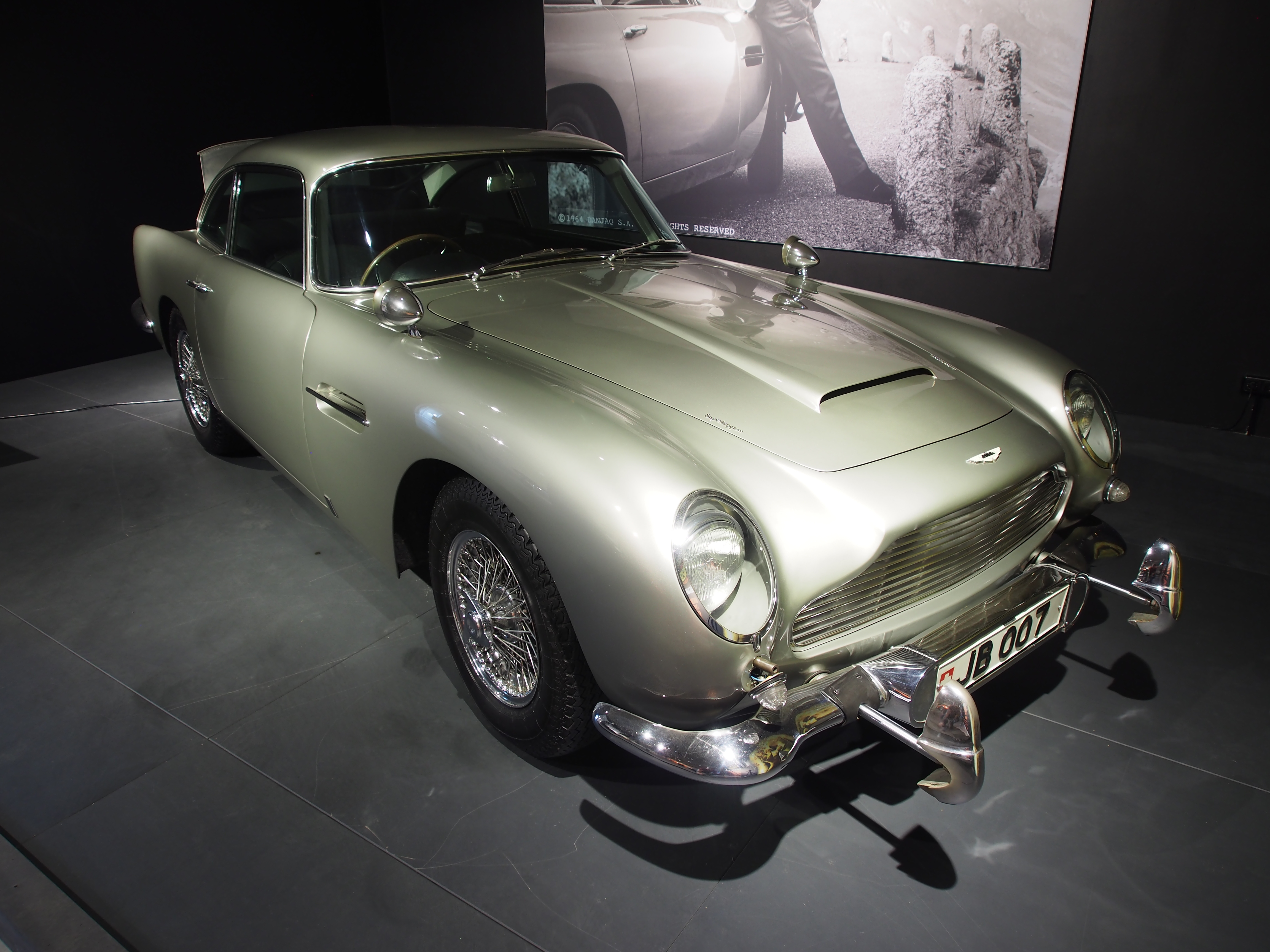
Aston Martin DB5 von James Bond im Louwman Museum in Den Haag

Der Aston Martin DB5 ist das wohl bekannteste Bondauto und trug mit seinem Auftritt in Goldfinger (1964) maßgeblich zur Bedeutung des jeweiligen Dienstwagens des Filmhelden bei. Obwohl Ian Fleming in seiner Buchvorlage zu dem Film James Bond einen Aston Martin DB Mark III beschrieb, wurde in dem Film das damals aktuelle Modell, der DB5, eingesetzt. Von den beiden Original-Filmautos wurde eines im Sommer 1997 in Florida gestohlen und war seither lange Zeit verschollen, bis es im Jahr 2021 im Mittleren Osten wieder auftauchte. Das andere Auto wurde im Jahr 2010 versteigert.
Die verantwortliche Filmproduktionsgesellschaft Eon Productions erkannte daraufhin die enorme Attraktivität und die potenziellen Vermarktungsmöglichkeiten des Wagens und bestellte in Vorbereitung auf die Veröffentlichung von Feuerball (1965) zwei weitere Fahrzeuge und baute sie um (Fahrgestellnummern: DB5/2007/R und DB5/2008/R).
Neben Goldfinger wurde der Aston Martin DB5 auch in späteren Filmen als Bondauto eingesetzt. Allerdings kam nur bei Feuerball der Original-Prototyp nochmal zum Einsatz.
Ein Fahrzeug, das damals für PR-Zwecke genutzt wurde, befindet sich heute im Louwman Museum in Den Haag.
Seit Mai 2019 wird eine auf 25 Exemplare begrenzte Anzahl an DB5 mit der aus dem Film bekannten Ausstattung wie rotierenden Nummernschildern oder Nebelmaschine hergestellt; diese Fahrzeuge haben keine Straßenzulassung. Ende 2020 waren fünf Wagen gefertigt.

### Filmeinsätze
In folgenden Bondfilmen kam ein Aston Martin DB5 zum Einsatz:
- Goldfinger (1964)
- Feuerball (1965)
- GoldenEye (1995)
- Der Morgen stirbt nie (1997)
- Die Welt ist nicht genug (1999)[14][15][16]
- Casino Royale (2006)
- Skyfall (2012)
- Spectre (2015)
- Keine Zeit zu sterben (2021)

### Gadgets
In Goldfinger wurden in dem DB5 von Q einige „optional extras“ eingebaut:
- 2 Browning-MGs, Kaliber .30 hinter den vorderen Blinkern
- Ausfahrbare Klingen in den Zentralverschlüssen
- Ausfahrbare schusssichere Rückwand
- Funktelefon
- Radaranlage mit Verfolgungsschirm („HOMER“-Signalgeber)
- Schleudersitz auf der Beifahrerseite
- Ölspray hinter den Rücklichteinheiten
- Krähenfüße, die aus der Rücklichteinheit geworfen werden können
- Rauchwand aus den Endrohren der Abgasanlage
- Wechselnummernschild vorn und hinten mit „BMT 216A“ (UK) „4711-EA-62“ (F) und „LU 6789“ (CH)
- Rammaufsätze vorne und hinten
- Verschließbares Waffenfach unter dem Beifahrersitz
- schusssichere Verglasung

In Feuerball wurde hinten außerdem eine Wasserkanone installiert.
In Skyfall kommen zum ersten Mal seit Feuerball wieder die Waffen des Autos zum Einsatz. Bond droht M mit der Aktivierung des Schleudersitzes, außerdem werden die Frontmaschinengewehre benutzt. Im Finale des Films wird der Aston Martin als Ablenkung genutzt und im Anschluss durch die Angreifer zerstört. Er wird jedoch in Spectre von Q restauriert und am Ende des Films von Bond gefahren. In Keine Zeit zu sterben wurden die alten Maschinengewehre unter den Blinkerleuchten durch Gatlings in den Scheinwerfern sowie die Krähenfüße durch kleine Bomben ersetzt.

### Auktionen
Das Fahrzeug mit der Fahrgestellnummer DB5/1486/R, das bei Goldfinger zum Einsatz kam, wurde 2010 vom Auktionshaus RM Auctions (heute RM Sotheby’s) in London für 2,6 Millionen Pfund (≈ 2,93 Millionen Euro) versteigert.
Im Jahr 1969 erwarb Anthony Bamford die Fahrzeuge mit den Fahrgestellnummern DB5/2007/R und DB5/2008/R von Eon Productions. Das Fahrzeug mit der Seriennummer DB5/2008/R wurde 1970 für einen Preis von £ 5.000 (entspricht heute inflationsbereinigt £ 82.000). an das Smoky Mountain Car Museum in Tennessee verkauft. Dieses Fahrzeug wurde im Jahr 2006 vom Auktionshaus RM Sotheby’s für 2,1 Millionen Dollar erstmals versteigert. Im Jahr 2019 wurde das Fahrzeug erneut versteigert und erzielte bei einer Auktion von RM Sotheby’s im kalifornischen Monterey eine Endsumme von 6,4 Millionen Dollar (≈ 5,75 Millionen Euro).